# Sepia apama
Sepia apama — вид головоногих молюсків родини Sepiidae ряду каракатиць (Sepiida).

## Поширення
Ендемік австралійського шельфу. Поширений біля західного, південного та південно-східного узбережжя Австралії від затоки Шарк до Брісбена.

## Опис
Найбільший у світі вид каракатиць. Сягає до 50 см завдовжки та може важити до 10 кг. Шкіра має спеціальні клітини хроматофори, за допомогою яких каракатиця може миттєво змінювати своє забарвлення.

## Спосіб життя
Мешкає серед рифів на кам'янистому, піщаному або мулистому дні на глибині до 100 м. Активний вдень. Більшу частину життя проводить у межах невеликої ділянки моря. Живиться рибою та ракоподібними. Живе на самоті, у зграї збираються лише під час спаровування. Сезон розмноження проходить на початку зимового періоду у червні). Самці втрачають своє захисне забарвлення і приваблюють самиць яскравими, мінливими і строкатими барвами. Інші ж самці, навпаки, прикидаються самиці, щоб наблизитися до самиці-каракатиці, що охороняється великим домінуючим самцем, і спаруватися з нею. Незабаром після спарювання і відкладання самицями яєць (під каменями, у важкодоступних місцях) каракатиці-батьки вмирають. Дитинчата вилуплюються з яєць через 3-5 місяців.